# Glory hole
Pour les articles homonymes, voir Glory hole (homonymie).
Un glory hole (anglicisme signifiant littéralement « trou de la gloire ») est un orifice destiné à des pratiques sexuelles.

## Sexualité et voyeurisme

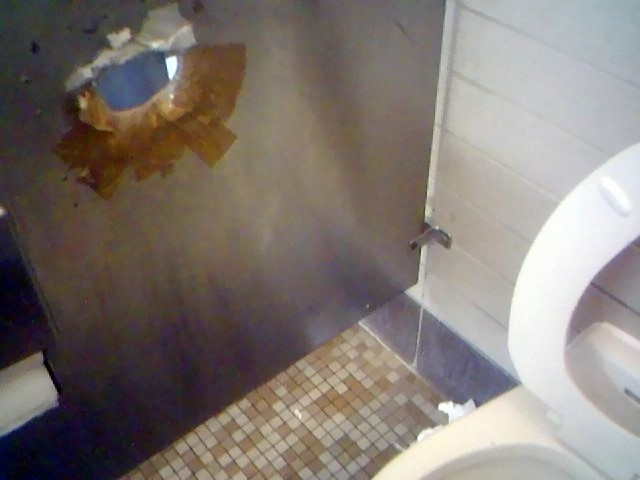
Glory hole dans des toilettes, en Californie.

Dans son acception la plus courante, c'est un trou pratiqué dans un mur ou une cloison dans le but soit d'observer une personne située de l'autre côté, éventuellement en se masturbant, soit de permettre l'insertion d'un pénis en érection, afin d'avoir un rapport sexuel avec la personne située de l'autre côté (masturbation, fellation, pénétration vaginale ou anale).
Le glory hole a plusieurs particularités, il permet de préserver son anonymat et assure une séparation physique entre les partenaires. Il constitue la matérialisation poussée à son paroxysme du fantasme du rapport sexuel sans lendemain avec un ou une inconnue.
On trouve ce type de dispositifs dans des établissements réservés aux adultes : sex shops, cinémas, vidéoclubs et librairies spécialisés, clubs échangistes, etc. Ils sont alors placés sur des cloisons séparant des cabines individuelles (cabines de toilettes, cabines dans lesquelles sont diffusées les vidéos, etc.), ou bien sur des cloisons spécialement prévues à cet effet. En revanche, les trous que l'on peut trouver sur les cloisons de toilettes publiques ont le plus souvent été percés dans le but d'espionner. On trouve toutefois de tels trous servant à des rapports sexuels, mais ils ne sont pas utilisés au hasard : ils sont réputés comme tels et servent de lieux de rendez-vous.
Cette pratique, tout comme l'utilisation de cette expression pour la désigner, est d'abord apparue dans la communauté gay, avant d'être adoptée plus récemment par les hétérosexuels.

### Étymologie et traduction
À l'origine (dès 1845 selon le Shorter Oxford English Dictionary), l'expression anglaise Glory hole signifiait un « fourre-tout ».
Toutefois « glory », qui signifie généralement « gloire », est aussi utilisé dans l'expression argotique « morning glory » pour désigner l'érection du réveil (comme dans la chanson Morning Glory d'Oasis). Le glory hole pourrait donc être le « trou de l'érection », le trou dans lequel on insère un pénis en érection.

### Risques sanitaires et juridiques
Dans la mesure où le partenaire situé de l'autre côté de la cloison, ainsi que son passé sexuel, restent inconnus, le glory hole augmente les risques d'infection par les maladies sexuellement transmissibles, sauf si un préservatif est utilisé.
De plus, les hommes introduisant leur pénis dans un glory hole prennent toutes sortes de risques s'ils ne connaissent pas les motivations des personnes avec l'usage de leur sexe de l'autre côté de la cloison.
En outre, les contours du trou peuvent infliger des abrasions et/ou des lacérations du pénis, particulièrement si la découpe est grossière. Afin d'éviter de tels désagréments, certains établissements proposant des glory holes en ont équipé les bords de surfaces protectrices.
Enfin, si cette pratique est réalisée dans un lieu public (en particulier les toilettes publiques), elle expose ses participants à des poursuites judiciaires, de tels comportements pouvant être considérés comme exhibitionnistes par la loi.
Cependant, en juillet 2020 en pleine pandémie de Covid-19, le British Columbia Centre for Disease Control (en) (l'agence de santé publique de la province canadienne de Colombie-Britannique) recommande cette technique, parmi une liste de pratiques sexuelles préservant une distanciation entre les orifices respiratoires des personnes.

### Dans la culture
La pratique du glory hole est au cœur du film Irina Palm.